# Veracruz Dos (Baja California)
Veracruz Dos o Ejido Veracruz Dos, es una localidad mexicana, del municipio de Mexicali, Baja California, enclavada en la delegación Guadalupe Victoria, en la parte Central del valle de Mexicali. Según el censo del 2010 realizado por el INEGI, la población en aquel momento ascendía a 1,446 habitantes. Se ubica en las coordenadas 32° 23′ 57.1″ de latitud norte y 115°04'26.0" de longitud oeste.
Está comunicada por la carretera estatal n.º 33, que conduce al oeste a este, conecta con la carretera estatal n.º 3, que conduce de norte al poblado: Batáquez y al sur al poblado: Kilómetro 43.